# Benczédi Gergely
Benczédi Gergely (Felsőbencéd, 1839. március 29. – Kolozsvár, 1906. december 13.) pedagógus, író.

## Élete
Bár egyetemi tanulmányait Göttingenben és Londonban végezte, az 1848-as emigránsokkal való kapcsolata révén a magyarok ügye felé fordult. Természettudományt tanított a kolozsvári unitárius főgimnáziumban 1866 és 1902 között; 10 éven át az intézmény igazgatója is volt.
Írói tevékenységét részben a főgimnázium, részben a helyi unitárius egyház történetének megörökítése töltötte ki.

## Művei
- A méterrendszer (Kolozsvár, 1870);
- A kolozsvári unitárius kollégium vázlatos története (Kolozsvár, 1901);
- Berde Mózsa életrajza (Budapest, 1901).